# Костел Святої Єлизавети (Яблунів)
Костел Святої Єлизавети в Яблуневі — римсько-католицька церква в селі Яблуневі Тернопільської области України.

## Відомості
- 1900—1901 — за кошти Ф. Ценської збудовано мурований філіальний костел, який освятили 19 листопада 1901 р.
- 1904 — засновано парафіяльну експозитуру коштом також Ф. Ценської.
- 24 квітня 1929 — утворено парафію.

У радянський період храм використовувався як зерносховище, а згодом у ньому функціонувала котельня. У 1992 р. повернений римсько-католицькій громаді, яка його відремонтувала.